# 张明 (1912年)
张明（1912年—2000年1月29日），原名丁永纲，山东省日照县人。中华人民共和国开国少将。

## 生平
1937年参加中国工农红军，任红三十一军政治部文化教员。抗日战争爆发后，任八路军一二九师三八六旅七七二团政治处文化教员、教育干事。1938年加入中国共产党。1939年，改任七七二团政治处教育股长，1940年任三八六旅政治部科长。1942年，张明调任太岳军区武委会总会主任。解放战争时期，1945年任晋冀鲁豫军区第四纵队十三旅副政治委员兼政治部主任。1947年，任十二旅副政治委员兼鄂陕军分区地区专员。1949年，张明调任中原军区第十九军五十五师政治委员。
中华人民共和国成立后，1950年7月，张明任十九军兼陕南军区政治部主任。同年10月，兼任陕西军区政治部副主任。1954年，调任第二高级步兵学校政治部主任。1957年，调任中国人民解放军通信兵政治部副主任。1961年晋升为少将军衔。
2000年1月29日因病在北京逝世，享年88岁。

## 荣誉
1961年被授予少将军衔。获二级独立自由勋章、一级解放勋章。